# Таун, Чарльз
Чарльз Та́ун (англ. Charles Town; 1763, Уиган, Большой Манчестер — 6 января 1840, Ливерпуль) — английский художник, изображавший пейзажи, лошадей и других животных, сцены скачек и охоты.

## Биография
Таун родился в Уигане, в семье Ричарда Тауна, портретиста из Ливерпуля, и его жены Мэри. Его талант к искусству был виден с раннего возраста, и он получил некоторое образование у художника-пейзажиста Джона Рэтбоуна в Лидсе. Затем он работал каретным и декоративным художником вместе со своим братом в Ливерпуле, а также некоторое время работал в Ланкастере и Манчестере. В 1785 году он женился на вдове Маргарет Харрисон.
В 1787 году Таун представил небольшой пейзаж на выставке в Ливерпуле. К 1790-м годам он стал признанным художником-анималистом, по стилю напоминающим Стаббса. Он жил в Лондоне с 1799 по 1804 год, в это время он выставлялся в Королевской академии. Он также добавил окончание «е» к своему имени. Он стал другом своих коллег-художников Джорджа Морланда и Де Лутербура.
В период с 1799 по 1823 год он выставил двенадцать работ в Королевской академии и четыре — в Британском институте. Он вернулся в Ливерпуль в 1810 году и был одним из основателей Ливерпульской академии, став вице-президентом в 1812-13 годах, и выставлял свои работы там в течение нескольких лет время от времени. Он проживал в Ливерпуле до 1837 года, когда, очевидно, вернулся в Лондон. Таун умер в 1840 году в Ливерпуле на Нортон-стрит Ислингтон.